# Паркс (Луїзіана)
Паркс (англ. Parks) — селище (англ. village) в США, в окрузі Сент-Мартін штату Луїзіана. Населення — 640 осіб (2020).

## Географія
Паркс розташований за координатами 30°13′4″ пн. ш. 91°49′39″ зх. д. / 30.21778° пн. ш. 91.82750° зх. д. (30.217809, -91.827593).  За даними Бюро перепису населення США в 2010 році селище мало площу 2,26 км², з яких 2,16 км² — суходіл та 0,10 км² — водойми.

## Демографія
Згідно з переписом 2010 року, у селищі мешкали 653 особи в 252 домогосподарствах у складі 186 родин. Густота населення становила 288 осіб/км².  Було 276 помешкань (122/км²).
Расовий склад населення:
| - 57,7 % — білих - 41,0 % — чорних або афроамериканців |

До двох чи більше рас належало 1,2 %. Частка іспаномовних становила 1,1 % від усіх жителів.
За віковим діапазоном населення розподілялося таким чином: 25,7 % — особи молодші 18 років, 61,4 % — особи у віці 18—64 років, 12,9 % — особи у віці 65 років та старші. Медіана віку мешканця становила 38,6 року. На 100 осіб жіночої статі у селищі припадало 87,1 чоловіків;  на 100 жінок у віці від 18 років та старших — 81,6 чоловіків також старших 18 років.
Середній дохід на одне домашнє господарство  становив 49 649 доларів США (медіана — 36 442), а середній дохід на одну сім'ю — 52 811 долар (медіана — 43 068). Медіана доходів становила 48 906 доларів для чоловіків та 34 500 доларів для жінок. За межею бідності перебувало 12,6 % осіб, у тому числі 8,4 % дітей у віці до 18 років та 27,5 % осіб у віці 65 років та старших.
Цивільне працевлаштоване населення становило 393 особи. Основні галузі зайнятості: освіта, охорона здоров'я та соціальна допомога — 33,1 %, мистецтво, розваги та відпочинок — 13,2 %, роздрібна торгівля — 9,2 %, виробництво — 8,1 %.